# Pilares
Pilares är en ort i Mexiko.   Den ligger i kommunen Atzalan och delstaten Veracruz, i den sydöstra delen av landet, 210 km öster om huvudstaden Mexico City. Pilares ligger 593 meter över havet och antalet invånare är 461.
Terrängen runt Pilares är lite bergig. Runt Pilares är det ganska tätbefolkat, med 93 invånare per kvadratkilometer. Närmaste större samhälle är Tlapacoyan, 4,7 km norr om Pilares. I omgivningarna runt Pilares växer i huvudsak städsegrön lövskog.